# Zaina (Gemeinde Hausleiten)
Zaina ist ein Dorf im Tullnerfeld an der Donau in Niederösterreich, und seit 1971 als Ortschaft und Katastralgemeinde der Marktgemeinde Hausleiten im Bezirk Korneuburg eingegliedert. Die Ortschaft hat 136 Einwohner (1. Jänner 2024).

## Geographie
Zaina ist ein Ort mit etwa 50 Gebäuden.
Das Dorf liegt direkt nördlich der Donauauen, am Europaschutzgebiet Tullnerfelder Donau-Auen (FFH).
Zur Ortschaft gehört auch der Weiler Neumühle.

## Geschichte

Aufnahmeblatt der 3. Landesaufnahme um 1872: links oben Schmida

Der Name Zaina leitet sich von zainari ab: Menschen, die aus Ästen, Zweigen und Ruten etwas herstellen. Dabei handelte es sich vermutlich um Dämme und Schutzbauten gegen das Wasser und um trockene Ackerböden anzulegen und ihre Häuser zu schützen. Erstmals wird Zaina 1083 im Stiftsbrief von Bischof Altmann von Passau genannt. Zaina gehörte zur Herrschaft Schmida. Um 1500 gab es in Zaina 25 Häuser.
Durch seine Lage in den Donauauen war Zaina immer wieder vom Hochwasser bedroht. Von 1666 bis 1667 wurde von der Gemeinde ein Hochwasserschutzdamm errichtet. Am 29. Jänner 1689 war Zaina vom Wasser ganz eingeschlossen. Hochwassermarken am Stadl von Haus Nr. 22 zeigen den höchsten Wasserstand vom Jahre 1899 an. Damals überlegten die Bewohner zum Butterkreuz auszusiedeln. Das Butterkreuz wird bereits 1726 erwähnt, hier holten die Händler die Butter der Bauern ab.
Nach der Revolution von 1848 und der Grundentlastung der Bauern 1849/1850 wurde den Gemeinden ein selbständiger Wirkungskreis eingeräumt, aber auch die Verpflichtungen auferlegt, bei der öffentlichen Verwaltung mitzuwirken. Jede Gemeinde konnte nun ihren Vorsteher und ihre Vertreter frei wählen. So kommt es 1850 zur Gründung der Großgemeinde Gaisruck, zu der auch Zaina und Perzendorf gehören. Die Großgemeinde wird am 2. April 1919 wieder aufgelöst. 1876 wurde die Schule für Zaina und Perzendorf erbaut.
1923 umfasst Zaina 30 Häuser und 165 Personen. 1924 wurde der Ort elektrifiziert. Nach dem Zweiten Weltkrieg kam es im Dorf immer wieder zu Plünderungen durch Angehörige der Roten Armee, dabei wurde in der Nacht vom 14. zum 15. Juli 1945 Ignaz Schiefer erschossen und Johann Weinberger angeschossen. Heute erinnert ein Gedenkkreuz an diese schreckliche Nacht.
Im Oktober 1948 wurde die Freiwillige Feuerwehr Zaina gegründet. Am 25. Juni 1952  brach in der ehemaligen Mühle – damals eine Fabrik für Metallwaren – ein Brand aus, der Schaden belief sich auf über 1 Million Schilling. Am 30. Juni 1967 wurde die Schule in Zaina geschlossen. In den Jahren 1970 und 1971 wurde der Teich ausgebaggert, wo früher ein Ziegelofen war.
Mit 1. Jänner 1971 wurde Zaina als Katastralgemeinde der neu geschaffenen Großgemeinde Hausleiten eingegliedert. Erster Ortsvorsteher war Leopold Pucher. 1976 wurde der Ort an das automatische Telefonnetz angeschlossen.

## Sehenswürdigkeiten
- Dorfkapelle Unbefleckte Empfängnis (1858, Holzkapelle 1798) zu Zaina
- Butterkreuz: Dreifaltigkeitsgruppe auf Toskanischer Säule (Kreuzung L 1134/L 45)

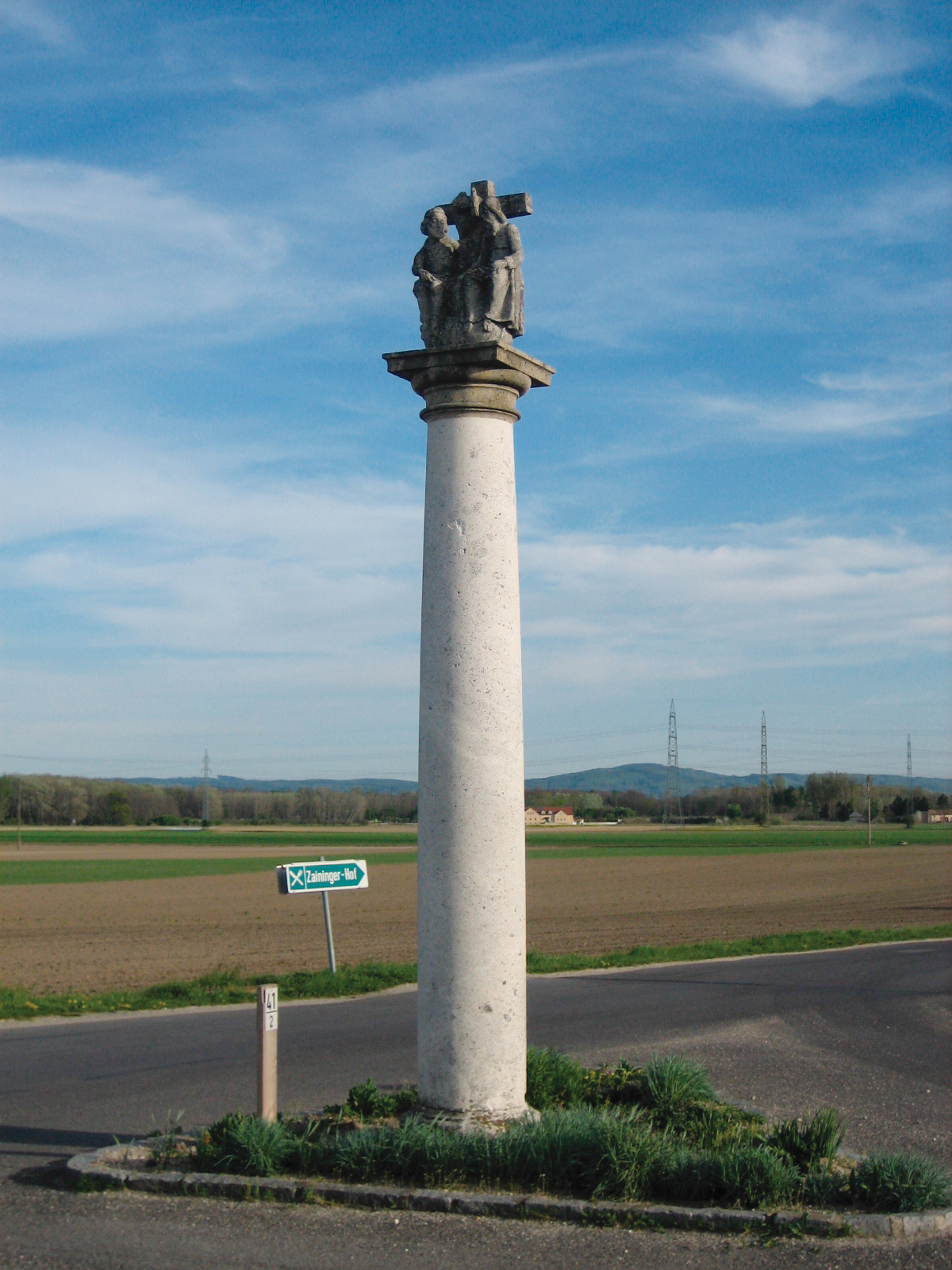
Butterkreuz an der Kreuzung der L1134 mit der L45
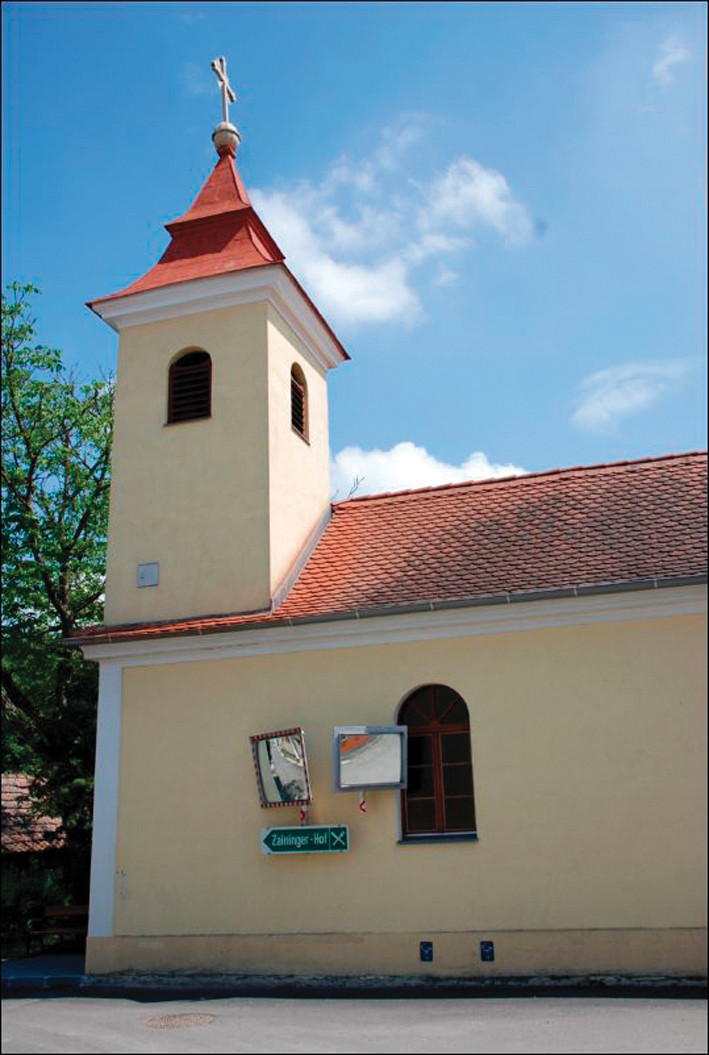
Dorfkapelle Unbefleckte Empfängnis
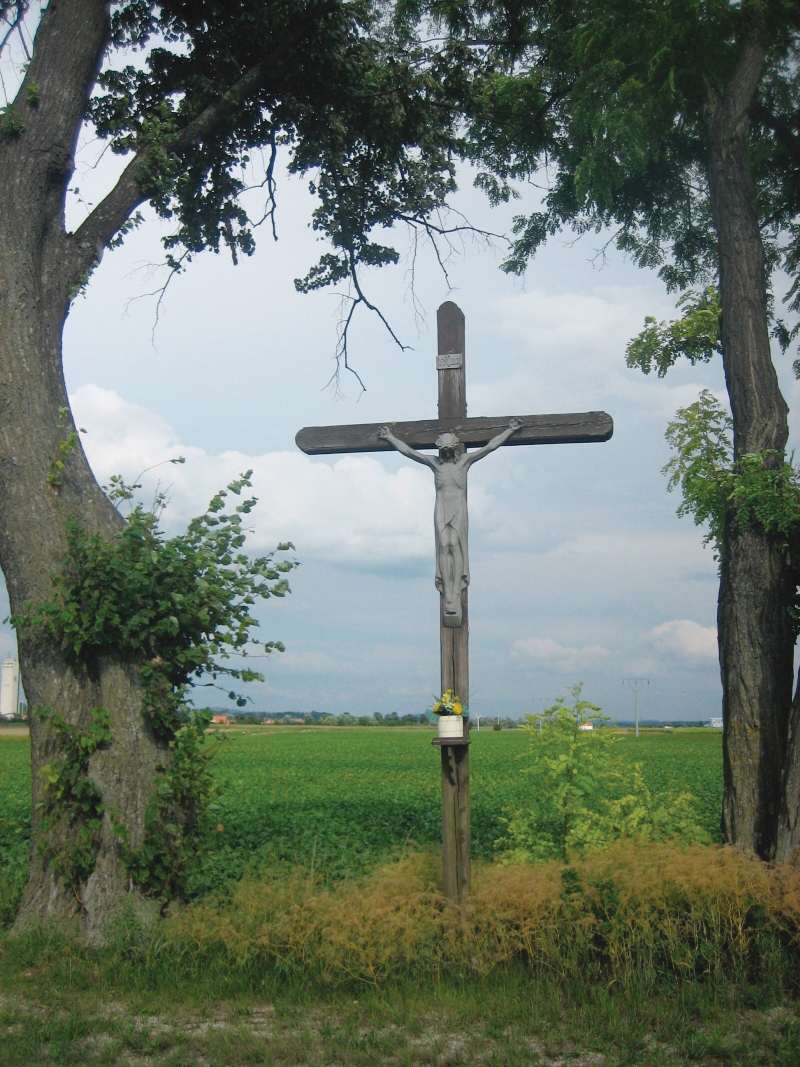
Rotes Kreuz
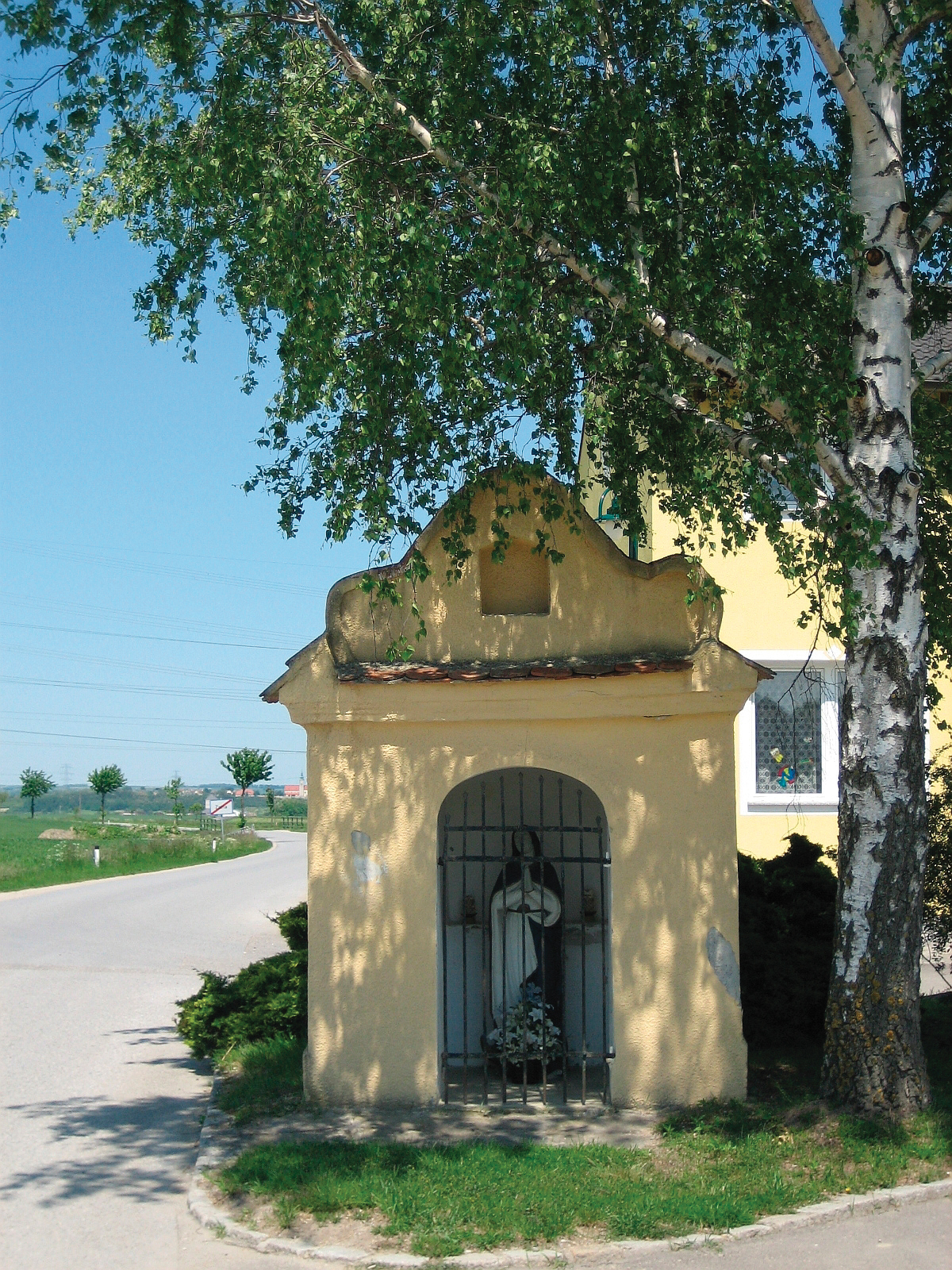
Marienkapellerl
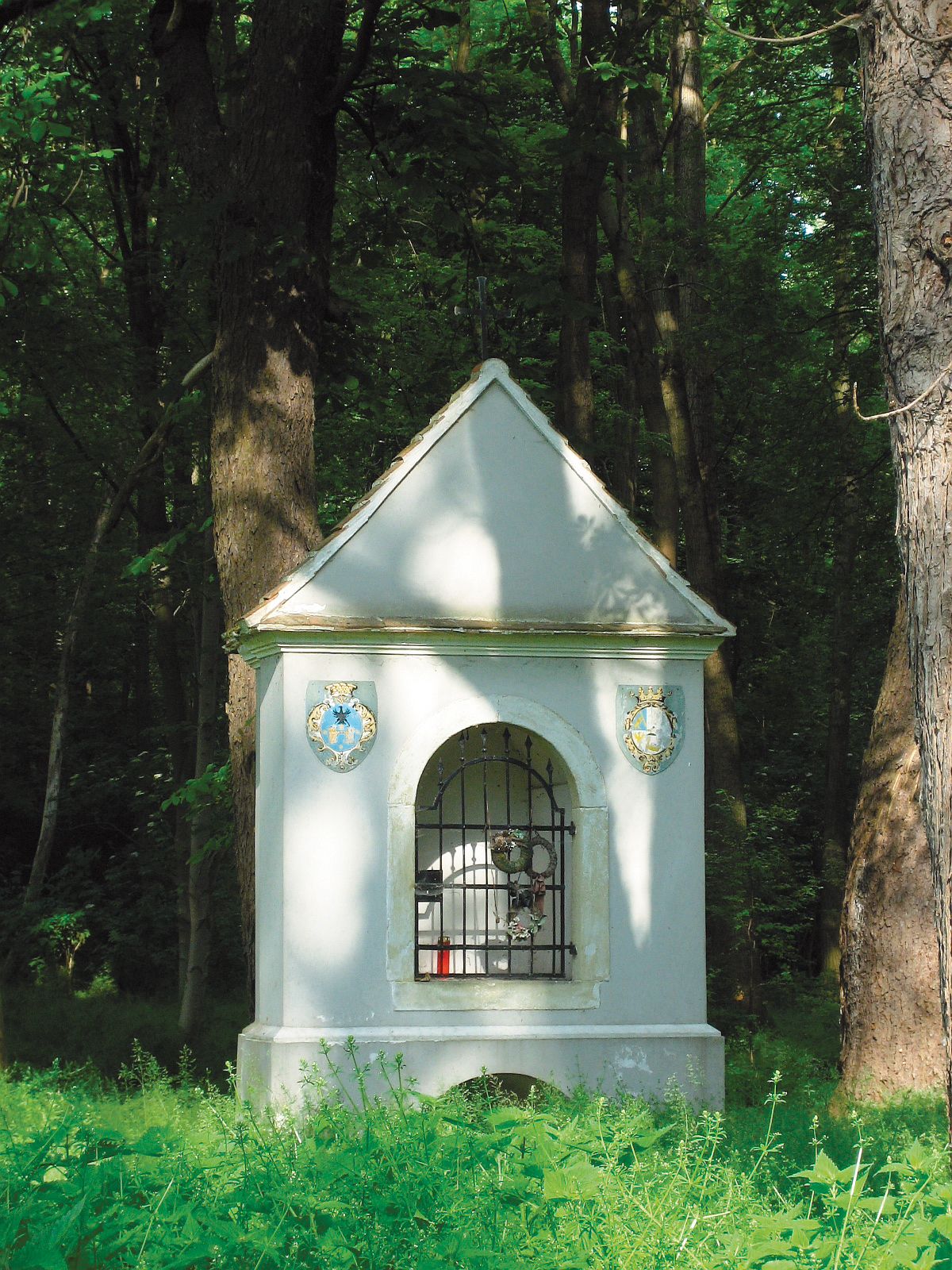
Hubertuskapelle in der Au

## Die Marktgemeinde Hausleiten
| Pettendorf | Seitzersdorf-Wolfpassing | Zissersdorf |
| Gaisruck   | Hausleiten               | Goldgeben   |
| Perzendorf | Zaina                    | Schmida     |